# De Ayala (cràter)
De Ayala és un cràter d'impacte en el planeta Venus de 19 km de diàmetre. Porta el nom de Josefa de Ayala (1630-1684, pintora espanyola, i el seu nom va ser aprovat per la Unió Astronòmica Internacional el 1994.